# Håndbrygning
Håndbrygning betyder fremstilling af øl i privat regi.
Håndbrygning defineres normalt som ølbrygning på basis af malt, humle og gær.